# Потапов, Артём Петрович
Артём Петрович Потапов (до 2022 года Леонов; род. 28 июня 1994, Оренбург) — российский футболист, вратарь узбекского футбольного клуба Хорезм.

## Биография
Воспитанник Академии Коноплёва. Дебютировал в профессиональном футболе за клуб «Академия» во втором дивизионе. Весной 2013 года тренировался со «Спартаком», но в итоге присоединился к «Краснодару», где играл за вторую команду. Через полгода перешёл в «Уфу», полтора года провёл, играя за дубль, и в итоге был отзаявлен: клуб предпочёл ему Андрея Лунёва. Полгода провёл в Хорватии в составе клуба второй лиги «Лучко», по возвращении в Россию играл за «Мордовию» и «Крылья Советов». В июне 2018 года присоединился к клубу СКА-Хабаровск, но уже в августе того же года был отзаявлен. Весной 2019 года присоединился к минскому «Торпедо», дебютировал в высшей лиге Белоруссии 4 мая 2019 года против могилёвского «Дняпро».
Регулярно вызывался в юношеские и молодёжные сборные России, принял участие в Кубке Содружества 2014.